# 浦地コナツ
浦地 コナツ（うらじ コナツ、2月9日 - ）は、日本の漫画家。大阪府大阪市出身。
芸大在学中に、ゲームアンソロジー誌でデビュー。スクウェア・エニックス刊行のゲームアンソロジー『4コママンガ劇場』シリーズにて長らく執筆を続けたのち、同社刊行の『ガンガンYG』（現『ヤングガンガン）にて、初のオリジナル作品『凸凹キャンパス』を掲載。現在も4コマ誌などで掲載を続ける。
当初、浦地小夏の名義で活動をしていたが、2002年に現在のカタカナの名前に改名をした。その理由を姓名判断が悪かったためと当時の4コママンガ劇場の楽屋裏にて述べている。

## 作品
- 凸凹キャンパス（ガンガンYG、全3話）
- どきどきパペット（ヤングガンガン] 2005年1号 - 16号）
- ももこんティーチャー（まんがタイムファミリー 2006年9月号 - 2008年11月号 / まんがタイムオリジナル 2007年6月号 - 2008年10月号（隔月））
まんがタイムコミックスより 2008年4月22日発行 ISBN 978-4-8322-6628-5
- ムスコン!〜musuko complex〜（まんがタイムオリジナル 2008年12月号 - 2009年11月号）
- PaPaっとパパ♥（まんがタイムファミリー 2009年3月号）
- まちこう!（まんがくらぶオリジナル 2011年5月号 - 6月号、10月号 - 2014年12月号）
- 鉄工所のヒカリ（まんがくらぶ 2015年2月号 - 2016年7月号）